# Rede Federal de Educação Profissional, Científica e Tecnológica

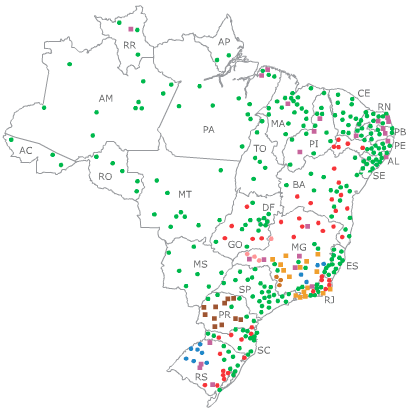
Mapa com a distribuição das diferentes instituições que compõem a rede, 2016

A Rede Federal de Educação Profissional, Científica e Tecnológica (RFEPCT) é um conjunto de instituições de ensino cujas origens remontam ao início do século passado. A Rede possui cerca de um milhão de matrículas e 60 mil servidores.

## Histórico
A rede teve sua origem em 1909, quando o então presidente da República, Nilo Peçanha, criou 19 escolas de aprendizes artífices que, mais tarde, dariam origem às escolas técnicas federais, escolas agrotécnicas federais e aos centros federais de educação profissional e tecnológica (CEFETs).
Criada como instrumento de política voltado para as "classes desprovidas", a hoje chamada Rede Federal de Educação Profissional, Científica e Tecnológica se configura como importante estrutura para que os cidadãos tenham efetivo acesso às conquistas científicas e tecnológicas.[carece de fontes?]
A partir da década de 1980 que um novo cenário econômico e produtivo se estabeleceu, com o desenvolvimento e emprego de tecnologias complexas, agregadas à produção e à prestação de serviços. As empresas passaram a exigir, desde então, trabalhadores com níveis de educação e qualificação cada vez mais elevados. Para atender a essa demanda, as instituições federais de educação profissional vêm buscando diversificar programas e cursos para elevar os níveis da qualidade da oferta. Cobrindo todo o território nacional, a rede procura qualificar profissionais para os diversos setores da economia brasileira, realizar pesquisa e desenvolver novos processos, produtos e serviços em colaboração com o setor produtivo.[carece de fontes?]
As escolas da rede ocupam posição de referência educacional e se integram com a sociedade nas regiões em que estão localizadas. Dispõem de ampla infraestrutura física, laboratórios, equipamentos, bibliotecas, salas de aula e parques desportivos. Atendem os níveis técnico e tecnológico de educação profissional, ensino médio, graduação e a pós-graduação. Destacam-se ainda pela autonomia na pesquisa aplicada e no desenvolvimento de parceria com a comunidade e com o setor produtivo.[carece de fontes?]

### Escola de aprendizes artífices
As escolas de aprendizes artífices foram as primeiras instituições de ensino técnico criadas pelo governo federal em 23 de setembro de 1909, sendo então presidente Nilo Peçanha. Mediante o Decreto n.º 7.566, sendo que em 1909/1910 foram criadas 14 escolas em várias capitais brasileiras: Belo Horizonte, Curitiba, João Pessoa, Natal, Porto Alegre, Rio de Janeiro, Salvador, São Paulo, Teresina, Fortaleza, Vitória, Florianópolis, Cuiabá e Belém.[carece de fontes?]

### Escolas técnicas e agrotécnicas federais
Instituições de ensino subordinadas à Secretaria de Educação Profissional e Tecnológica do Ministério da Educação (SETEC/MEC), dotadas de autonomia administrativa, didática e financeira – por tratarem-se de autarquias federais – e responsáveis por ofertar educação profissional, mediante seus diversos cursos e programas, além do ensino médio. Juntamente com a Universidade Tecnológica Federal do Paraná, com as escolas agrotécnicas federais (EAF), com as escolas técnicas vinculadas às universidades federais e com os centros federais de educação tecnológica (CEFET) e suas unidades de ensino descentralizadas (UNED), compõe a Rede Federal de Educação Profissional e Tecnológica.[carece de fontes?]
Criadas em 1959 quando o Estado brasileiro, reformulando a rede existente e assumindo parte dos processos de formação da força de trabalho necessária para que a indústria concluísse o ciclo de crescimento por ele engendrado, as cria por meio da Lei nº 3.552 de 16 de fevereiro de 1959, mais tarde regulamentada pelo Decreto nº 47.038 de 16 de novembro do mesmo ano.[carece de fontes?]
Em 1994, a Lei Federal nº 8.948, de 8 de dezembro, estabeleceu a transformação gradativa das escolas técnicas federais (ETFs) em centros federais de educação tecnológica (CEFET), mediante decreto específico para cada instituição e em função de critérios estabelecidos pelo Ministério da Educação, levando em conta as instalações físicas, os laboratórios e equipamentos adequados, as condições técnico-pedagógicas e administrativas, e os recursos humanos e financeiros necessários ao funcionamento de cada centro. Esta mesma lei também autorizou a transformação das escolas agrotécnicas federais (EAF) em centros federais de educação tecnológica (CEFET) após processo de avaliação de desempenho a ser desenvolvido pelo Ministério da Educação.[carece de fontes?]

## Composição
Os IFs correspondem a 90% da RFEPCT, já que congregam 581 do total de 644 campi (2016).
- I - Institutos federais de educação, ciência e tecnologia (IF);
- II - Universidade Tecnológica Federal do Paraná (UTFPR);
- III - Centro Federal de Educação Tecnológica Celso Suckow da Fonseca (CEFET/RJ) e Centro Federal de Educação Tecnológica de Minas Gerais (CEFET/MG);
- IV - Escolas técnicas vinculadas às universidades federais;
- V - Colégio Pedro II (Incluído pela Lei nº 12.677, de 2012).

### Centro federal de educação tecnológica
Os centros federais de educação tecnológica (CEFET) foram criados em junho de 1978 para substituir algumas das Escolas Técnicas Federais e/ou Escolas Agrotécnicas Federais existentes no Brasil, com a autonomia administrativa, patrimonial, financeira, didático-pedagógica e disciplinar, ou seja, sendo transformados em autarquias federais, como respostas às demandas por formação profissional ao desenvolvimento econômico estabelecido no país ao final da década de 1970.
Com a Lei N° 6.545 sancionada em junho de 1978, três ETF são realinhadas as novas diretrizes: CEFET-PR, CEFET-RJ e CEFET-MG, por possuírem capacidades instaladas para o novo ensino e por já administrarem cursos de Engenharia de Operações.
Por mais de uma década, somente estes três CEFET existiram no Brasil e em 1994, com a aprovação da Lei Nº 8.948, foi ampliada a rede, transformando outras Escolas Técnicas e Escolas Agrotécnicas em Centros Federais, como o CEFET-AM, CEFET-RS ou o CEFET-SP, que posteriormente são transformados em IF. Atualmente existem duas instituições de ensino desse tipo que não aderiram à transformação em instituto federal: Centro Federal de Educação Tecnológica de Minas Gerais e Centro Federal de Educação Tecnológica Celso Suckow da Fonseca (no estado do Rio de Janeiro).[carece de fontes?]

### Institutos Federais de Educação, Ciência e Tecnologia

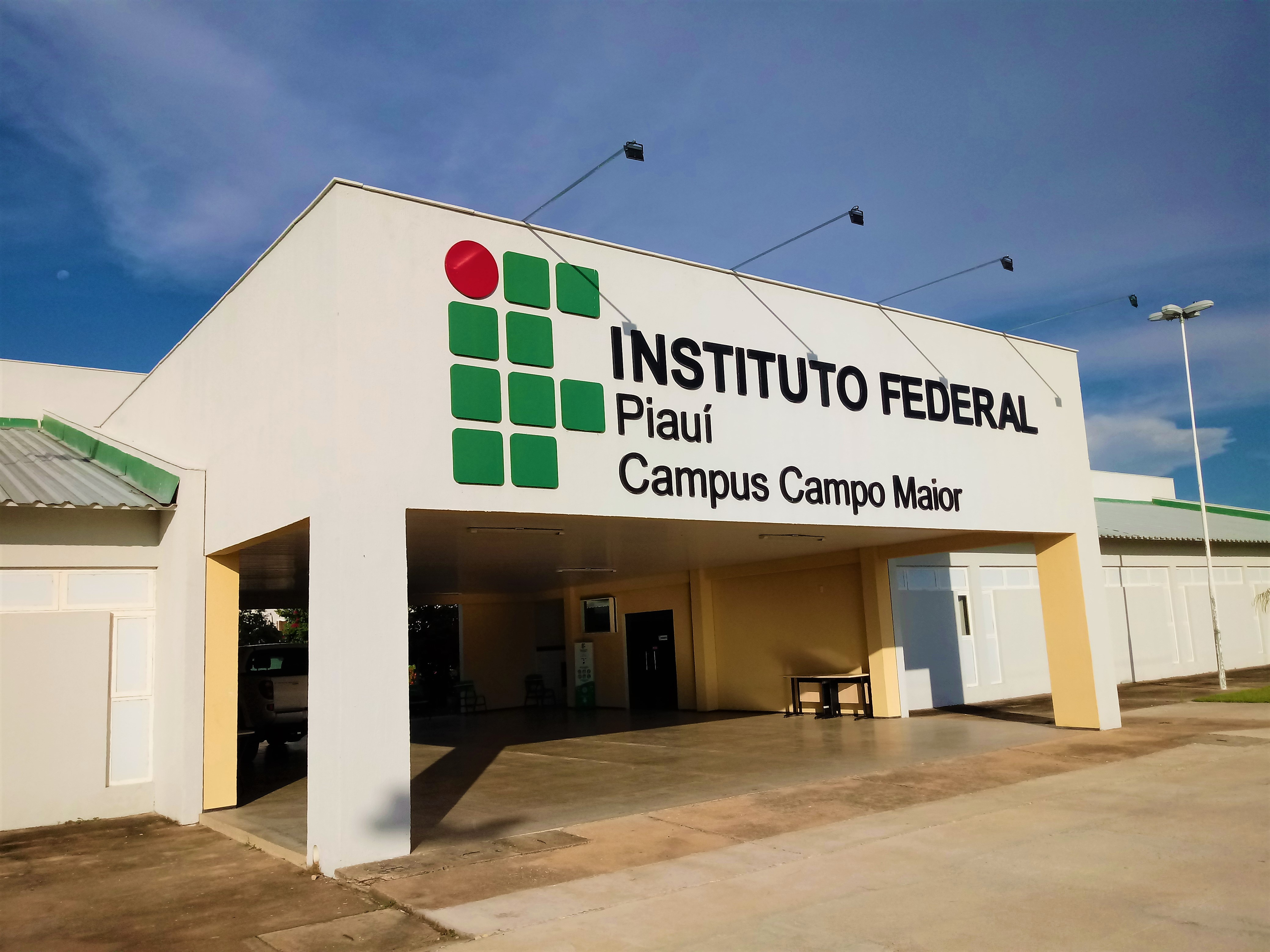
Uma unidade de um Instituto Federal, em Campo Maior, no Piauí.

Os Institutos Federais de Educação, Ciência e Tecnologia, ou simplesmente institutos federais (IF) foram criados a partir da conversão em lei do projeto aprovado pela Câmara dos Deputados, pelo Senado Federal e sancionado pelo então presidente Lula em 29 de dezembro de 2008, sendo publicada no Diário Oficial da União em 30 de dezembro de 2008.
O presidente Luiz Inácio Lula da Silva assinou no dia 16 de julho de 2008 o Projeto de Lei 3.775/2008 que criou 38 institutos federais de educação, ciência e tecnologia a partir da integração ou transformação de 31 centros federais de educação tecnológica (Cefets), 75 unidades descentralizadas de ensino (Uneds), 39 escolas agrotécnicas, 7 escolas técnicas federais e 8 escolas vinculadas a universidades. A matéria seguiu para aprovação no Congresso Nacional e em 29 de dezembro de 2008 foi sancionada pelo presidente. Cada instituto federal é organizado em estrutura com vários campi, com proposta orçamentária anual identificada para cada campus e reitoria, equiparando-se com as universidades federais.
A expansão da Rede Federal de Educação, Ciência e Tecnologia, sobretudo com a criação dos Institutos Federais de Educação, Ciência e Tecnologia, tem elevada importância nas diferentes localidades onde as unidades da rede se encontram, com notórios resultados nas produções de inovações técnicas e tecnológicas, o que indica uma estratégia geopolítica do Governo Federal para a defesa da produção de inovações nacionais. Entretanto, apesar de significar um grande avanço para a educação brasileira, os Institutos Federais enfrentam desafios que podem colocar seus objetivos e sua existência em risco e, diante disso, é necessário compreender esses impasses e refletir sobre como fortalecer sua identidade e função social.
Os institutos federais existentes são:
- Instituto Federal do Acre — mediante transformação da Escola Técnica Federal do Acre;
- Instituto Federal de Alagoas — mediante integração do Centro Federal de Educação Tecnológica de Alagoas e da Escola Agrotécnica Federal de Satuba.
- Instituto Federal do Amapá — mediante transformação da Escola Técnica Federal do Amapá.
- Instituto Federal do Amazonas — mediante integração do Centro Federal de Educação Tecnológica do Amazonas, da Escola Agrotécnica Federal de Manaus e de Escola Agrotécnica Federal São Gabriel da Cachoeira.
- Instituto Federal da Bahia — mediante transformação do Centro Federal de Educação Tecnológica da Bahia.
- Instituto Federal Baiano — mediante integração das Escola Agrotécnica Federal de Catu, Escola Agrotécnica Federal de Guanambi (Antonio José Teixeira), Escola Agrotécnica Federal de Santa Inês e Escola Agrotécnica Federal de Senhor do Bonfim.
- Instituto Federal de Brasília — mediante transformação da Escola Técnica Federal de Brasília.
- Instituto Federal do Ceará — mediante integração do Centro Federal de Educação Tecnológica do Ceará e da Escola Agrotécnica Federal de Crato e Escola Agrotécnica Federal de Iguatu.
- Instituto Federal do Espírito Santo — mediante integração do Centro Federal de Educação Tecnológica do Espírito Santo e da Escola Agrotécnica Federal de Alegre, Escola Agrotécnica Federal de Colatina e Escola Agrotécnica Federal de Santa Teresa.
- Instituto Federal de Goiás — mediante transformação do Centro Federal de Educação Tecnológica de Goiás.
- Instituto Federal Goiano — mediante integração do Centro Federal de Educação Tecnológica de Rio Verde e Centro Federal de Educação Tecnológica de Urutaí, e da Escola Agrotécnica Federal de Ceres.
- Instituto Federal do Maranhão — mediante integração do Centro Federal de Educação Tecnológica do Maranhão, da Escola Agrotécnica Federal de Codó, Escola Agrotécnica Federal de São Luís e Escola Agrotécnica Federal de São Raimundo das Mangabeiras.
- Instituto Federal de Minas Gerais — mediante integração do Centro Federal de Educação Tecnológica de Ouro Preto, Centro Federal de Educação Tecnológica de Bambuí, e da Escola Agrotécnica Federal de São João Evangelista.
- Instituto Federal do Norte de Minas Gerais — mediante integração do Centro Federal de Educação Tecnológica de Januária e da Escola Agrotécnica Federal de Salinas.
- Instituto Federal do Sudeste de Minas Gerais — mediante integração do Centro Federal de Educação Tecnológica de Rio Pomba, da Escola Agrotécnica Federal de Barbacena e do Colégio Técnico Universitário da UFJF.
- Instituto Federal do Sul de Minas Gerais — mediante integração da Escola Agrotécnica Federal de Inconfidentes, Escola Agrotécnica Federal de Machado e Escola Agrotécnica Federal de Muzambinho.
- Instituto Federal do Triângulo Mineiro — mediante integração do Centro Federal de Educação Tecnológica de Uberaba e da Escola Agrotécnica Federal de Uberlândia.
- Instituto Federal de Mato Grosso — mediante integração do Centro Federal de Educação Tecnológica do Mato Grosso e Centro Federal de Educação Tecnológica de Cuiabá, e da Escola Agrotécnica Federal de Cáceres.
- Instituto Federal de Mato Grosso do Sul — mediante integração da Escola Técnica Federal do Mato Grosso do Sul e da Escola Agrotécnica Federal de Nova Andradina.
- Instituto Federal do Pará — mediante integração do Centro Federal de Educação Tecnológica do Pará, da Escola Agrotécnica Federal de Castanhal e Escola Agrotécnica Federal de Marabá.
- Instituto Federal da Paraíba — mediante integração do Centro Federal de Educação Tecnológica da Paraíba e da Escola Agrotécnica Federal de Sousa.
- Instituto Federal de Pernambuco — mediante integração do Centro Federal de Educação Tecnológica de Pernambuco, da Escola Agrotécnica Federal de Barreiros, Escola Agrotécnica Federal de Belo Jardim e Escola Agrotécnica Federal de Vitória de Santo Antão.
- Instituto Federal do Sertão Pernambucano — mediante transformação do Centro Federal de Educação Tecnológica de Petrolina.
- Instituto Federal do Piauí — mediante transformação do Centro Federal de Educação Tecnológica do Piauí.
- Instituto Federal do Paraná — mediante transformação da Escola Técnica da Universidade Federal do Paraná.
- Instituto Federal do Rio de Janeiro — mediante integração do Centro Federal de Educação Tecnológica de Química de Nilópolis e do Colégio Agrícola Nilo Peçanha.
- Instituto Federal Fluminense — mediante integração do Centro Federal de Educação Tecnológica de Campos e do Colégio Técnico Agrícola Ildefonso Bastos Borges.
- Colégio Pedro II — equiparado aos demais institutos por força da lei federal n.º 12.677, de 25 de junho de 2012.[15]
- Instituto Federal do Rio Grande do Norte — mediante transformação do Centro Federal de Educação Tecnológica do Rio Grande do Norte.
- Instituto Federal do Rio Grande do Sul — mediante integração do Centro Federal de Educação Tecnológica de Bento Gonçalves, da Escola Técnica da Universidade Federal do Rio Grande do Sul, da Escola Técnica Federal de Canoas e da Escola Agrotécnica Federal de Sertão.
- Instituto Federal Farroupilha — mediante integração do Centro Federal de Educação Tecnológica de São Vicente do Sul e da Escola Agrotécnica Federal de Alegrete.
- Instituto Federal Sul-rio-grandense — mediante transformação do Centro Federal de Educação Tecnológica de Pelotas.[16]
- Instituto Federal de Rondônia — mediante integração da Escola Técnica Federal de Rondônia e da Escola Agrotécnica Federal de Colorado do Oeste.
- Instituto Federal de Roraima — mediante transformação do Centro Federal de Educação Tecnológica de Roraima.
- Instituto Federal de Santa Catarina — mediante transformação do Centro Federal de Educação Tecnológica de Santa Catarina.
- Instituto Federal Catarinense — mediante integração da Escola Agrotécnica Federal de Concórdia, Escola Agrotécnica Federal de Rio do Sul e Escola Agrotécnica Federal de Sombrio.
- Instituto Federal de São Paulo — mediante transformação do Centro Federal de Educação Tecnológica de São Paulo.
- Instituto Federal de Sergipe — mediante integração do Centro Federal de Educação Tecnológica de Sergipe e da Escola Agrotécnica Federal de São Cristóvão.
- Instituto Federal do Tocantins — mediante integração da Escola Técnica Federal de Palmas e da Escola Agrotécnica Federal de Araguatins.